# Итальянская Северная Африка
Итальянская Северная Африка (итал. Africa Settentrionale Italiana) — совокупность территорий и колоний под контролем Италии в Северной Африке с 1911 до Второй мировой войны.
История Итальянской Северной Африки имеет два этапа: 1911—1934 как Триполитания и Киренаика, и после 1934 года как Итальянская Ливия.
Итальянский диктатор Бенито Муссолини в 1939 году называл побережья Ливии Четвёртым Берегом (итал. Quarta Sponda) Италии: территория была объединена с материковой Италией.
В 1940—1943 годах, во время Второй мировой войны, Италия пыталась завоевать Египет и Тунис, чтобы увеличить Итальянскую Северную Африку.
Военные достижения стран оси в Северной Африке позволили Италии претендовать на значительную часть западного Египта: итальянские фашисты пытались создать Королевство Египет под итальянским контролем в 1941—1942 гг. и овладеть Тунисом в 1942—1943.
Тунис вошёл в состав «четвёртого берега» в ноябре 1942 года. Все африканские территории, подвластные Италии, были потеряны ей в результате их захвата британо-американскими войсками в 1943 году, в результате чего Итальянская Северная Африка была ликвидирована.